# Allianz Suisse Open Gstaad 2003
Allianz Suisse Open Gstaad 2003 — тенісний турнір, що проходив на ґрунтових кортах у місті Гштаад, Швейцарія з 7 липня . Належав до категорії ATP International Series, був турніром серії Swiss Open Gstaad 2003 року.

## Фінальна частина

### Одиночний розряд
Їржі Новак (тенісист) —  Роджер Федерер 5–7, 6–3, 6–3, 1–6, 6–3

### Парний розряд
Леандер Паес /  Давід Рікл —  Франтішек Чермак /  Леош Фридль 6–3, 6–3